# Mikoyan-Gurevich MiG-23
O Mikoyan-Gurevich MiG-23 (МиГ-23 em alfabeto cirílico) (designado como 'Flogger' pela OTAN) é um caça multifuncional, fabricado originalmente pela Mikoyan-Gurevich na antiga União Soviética. Foi produzido em larga escala, e projetado entre 1961 e 1964, e até hoje permanece em serviço em alguns países, recebendo toda assistência técnica. Aeronaves MiG-23 de várias modificações foram exportadas para a Força Aérea e Forças de Defesa Aérea da URSS, Forças Aéreas da Argélia, Angola, Bulgária, Cuba, Tchecoslováquia, Alemanha, Egito, Líbia, Hungria, Iraque, Índia, Coreia do Norte, Etiópia, Iêmen do Sul, Polônia, Síria e Vietnã. Foi uma das aeronaves mais produzidas da Guerra Fria.

## Desenvolvimento
Seu antecessor, o MiG-21, mesmo sendo ágil e veloz, era muito limitado, principalmente sua parte operacional, com um sistema de radar primitivo, baixíssimo raio de combate e uma limitada capacidade de carga (na maioria das vezes só era possível transportar mísseis de curto alcance do tipo ar-ar).
Já o MiG-23 foi apresentado como uma aeronave mais robusta, com maior poder de fogo e com as deficiências do antecessor remediadas, podendo competir com o rival F-4 Phantom da época. O novo caça utilizava um moderno sistema de radar, chamado de S-23, juntamente com um sistema de armamento projetado para carregar e disparar mísseis do tipo BVR. Além disso, tinha como nova característica asas de geometria variável. Com elas o piloto da aeronave podia alterar a forma do aparelho em pleno ar, adaptando-a às diferentes condições de voo, possibilitando assim operar em pistas com praticamente metade de comprimento do normal, transportar o dobro de armamento e voar em velocidade 30% superior ao seu antecessor.

## Versões produzidas

### Primeira Geração

#### MiG-23S
O MiG-23S (designação OTAN 'Flogger-A') foi a variante inicial de pré-produção. Apenas 60 exemplares foram construídos entre 1969-70. Essas aeronaves foram usadas em ensaios de voo e testes operacionais. O MiG-23S tinha um motor turbojato melhorado R-27F2-300 com empuxo máximo de 9 980 kp. Como o radar Sapfir-23 estava com seu desenvolvimento atrasado, as aeronaves usavam o sistema de controle de armas S-21, com o radar RP-22SM; esse era basicamente o mesmo sistema de armas do MiG-21MF/bis. O canhão de cano duplo de 23 mm GSh-23L com 200 projéteis ficava acomodado sob a fuselagem. Essa variante sofreu vários problemas durante seu desenvolvimento, e nunca foi colocada em serviço como caça operacional.

#### MiG-23
O MiG-23 foi a segunda variante de pré-produção, sendo usualmente chamada MiG-23 Tipo 1971. Era uma versão consideravelmente modificada em comparação ao MiG-23S: levava a suíte de armas S-23 completa, com radar Sapfir-23L e mísseis R-23R. Ainda continha um motor ainda mais avançado, R-27F2M-300 com empuxo máximo de 12 000 kp (depois re-designado R-29-300). A asa modificada "tipo 2", com maior área alar e dentes no bordo de ataque. Os slats foram abandonados e o enflechamento foi aumentado em 2,5 graus; as posições das asas foram mudadas para 18,5, 47,5 e 74,5 graus respectivamente. O estabilizador vertical foi movido para uma posição mais posterior, e um tanque extra de combustível foi adicionado à fuselagem posterior, como na versão biposto (ver abaixo). Aproximadamente 80 exemplares foram construídos. A confiabilidade foi melhorada no geral, em relação à variante anterior, mas o radar Sapfir mostrou-se ainda imaturo.

#### MiG-23M

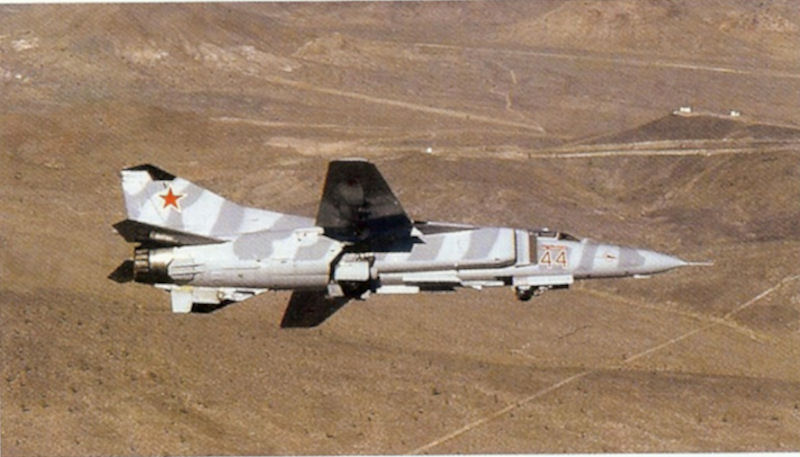
Um MiG-23MS, operado pelo 4477th Test and Evaluation Squadron da USAF, nos anos 1980.

O MiG-23M ('Flogger-B'). Esta variante voou pela primeira vez em junho de 1972. Foi a primeira versão do MiG-23 que foi produzida em massa, e foi o primeiro caça da VVS (Força Aérea da União Soviética) a ter capacidade look down/shoot down (embora esta capacidade ainda fosse inicialmente bastante limitada). As asas foram modificadas novamente, tendo agora slats de bordo de ataque. O motor R-29-300 era agora especificado para 12 500 kp. Surgia também a suíte definitiva de sensores: uma versão melhorada do radar Sapfir-23D (designação OTAN "High Lark"), sensor IRST TP-23 e mira óptica ASP-23D. O radar tinha alcance aproximado de 45 km contra um alvo do tamanho de um caça, a grande altitude. Não era um verdadeiro radar Doppler, e sim utilizava a menos eficiente técnica de "detecção por envelope" similar à usada em alguns radares ocidentais dos anos 1960. O sistema infravermelho tinha alcance de detecção de aproximadamente 30 km contra bombardeiros voando em grandes altitudes, sendo menor para caças. A aeronave era equipada com o sistema de enlace de dados (datalink) Lasur-SMA. O armamento padrão consistia em dois mísseis R-23 guiados por radar ou infravermelho R-23 (designação OTAN AA-7 "Apex"), com alcance além do campo visual (BVR), e dois mísseis de curto alcance guiados por infravermelho R-60 (AA-8 "Aphid"). A partir de 1974, foram instalados cabides duplos para R-60, permitindo que quatro mísseis fossem levados. Bombas, foguetes e mísseis podiam ser levados para ataque ao solo. Mais tarde, foi acrescentada a capacidade para o míssil de ataque ao solo guiado por rádio Kh-23. A maioria dos MiGs soviéticos também tinham instalações para carregar armas nucleares táticas. Aproximadamente 1300 MiG-23M foram produzidos para a VVS e para a PVO entre 1972-78. Era o mais importante caça soviético entre a metade e o final da década de 1970.

#### MiG-23UB
O MiG-23UB ('Flogger-C') é uma versão biposto de treinamento. Era baseada no MiG-23S, mas apresentava um segundo cockpit atrás do primeiro. Um dos tanques anteriores de combustível foi removido para acomodar o assento extra, sendo em compensação instalado outro tanque mais atrás na fuselagem. Levava o sistema de armas S-21, embora o radar foi mais tarde quase sempre removido. Durante a produção, tanto as asas como o motor foram melhorados para o padrão do MiG-23M. A produção começou em Irkutsk em 1971 e continuou até 1985 (variante de exportação). No total foram construídos 769 exemplares. [carece de fontes?]

#### MiG-23MS
O MiG-23MS ('Flogger-E') era uma variante de exportação, porque nos anos 1970 o MiG-23M era considerado muito avançado para ser exportado para países de Terceiro Mundo. Era no geral similar ao MiG-23M, mas usava o sistema de armas no padrão S-21, com o radar RP-22SM ("Jay Bird") num radomo menor. O IRST havia sido removido. Obviamente essa variante não tinha capacidade BVR, já que era capaz de usar apenas os mísseis R-3S e R-3R (AA-2 "Atoll") e R-60. Os aviônicos eram básicos. Essa variante foi produzida entre 1973-78 e foi exportada para o Norte da África e para o Médio Oriente.

#### MiG-23MF
O MiG-23MF ('Flogger-B'). Essa era outra variante de exportação do MiG-23M, planejada para ser exportada para países do Pacto de Varsóvia, mas acabou sendo vendida para muitos outros aliados e clientes, já que a maioria dos clientes de exportação estavam insatisfeitos com o primitivo MiG-23MS. Na verdade ele acabou vindo em duas versões: a primeira foi vendida para países do Pacto de Varsóvia, e era essencialmente idêntica ao MiG-23M soviético, com pequenas alterações nos equipamentos de IFF e comunicações. A segunda versão foi vendida para países de fora da Europa, e tinha um conjunto diferente de IFF e comunicações (com o datalink geralmente removido) e radar menos capaz, que não apresentava as funções antiECM e os mesmos modos de uso que o "High Lark" original. Essa variante foi mais popular no exterior que o MiG-23MS e quantidades consideráveis foram exportadas, especialmente para o Oriente Médio.

### Segunda Geração

#### MiG-23ML
O MiG-23ML ('Flogger-G'). As variantes iniciais do Flogger eram projetadas para serem utilizadas em ataques em altas velocidades com mísseis, mas logo percebeu-se que freqüentemente os caças tinham que entrar em combate a curta distância, mais perigoso e estressante. As aeronaves de versões iniciais chegavam a sofrer rachaduras na estrutura da fuselagem durante sua carreira operacional. A manobrabilidade da aeronave também era criticada. Uma considerável porção da estrutura foi redesenhada, resultando no MiG-23ML (L - leve), que era em vários aspectos um novo avião. O peso vazio foi reduzido em 1.250 kg, em parte com a remoção do tanque de combustível traseiro da fuselagem. A aerodinâmica foi refinada para menor arrasto. A extensão dorsal do estabilizador vertical foi removida. O trem de pouso foi redesenhado, resultando numa atitude mais baixa do nariz em relação ao solo. A estrutura era agora especificada para um limite "g" de 8,5g , em comparação aos 8g da versão mais antiga MiG-23M/MF Flogger B. O novo motor R-35F-300 tinha agora um empuxo máximo seco de 8 550 kp, e 13 000 kp com pós-combustão. Isto levou a uma considerável melhora na manobrabilidade e na relação empuxo / peso.
O conjunto de aviônicos também era consideravelmente melhorado. O padrão S-23ML incluía o radar Sapfir-23ML e o IRST TP-23ML. O novo radar era mais confiável e tinha um alcance de detecção de aproximadamente 65 km contra alvos do tamanho de um caça (25 km no modo look-down). A suíte de navegação era melhorada, especialmente pelo novo piloto automático. Foram instalados também novos sistemas de rádio e de enlace de dados (datalink). O protótipo desta variante voou pela primeira vez em 1976 e a produção foi iniciada em 1978.
A variante seguinte do ML foi chamada de MLA. Ela tinha um radar melhorado, com maior resistência a ECM, o que tornou possíveis as operações conjuntas de busca, já que os radares não interfeririam uns nos outros. O MiG-23MLA também levava o novo HUD / mira óptica ASP-17ML, e capacidade de usar os mísseis melhorados R-24R/T. Externamente, o MLA idêntico ao ML. Entre 1978 e 1982, ao redor de 1 100 ML/MLA foram construídos, tanto para a força aérea soviética como para clientes de exportação. Assim como no caso do MiG-23MF, havia duas subvariantes diferentes do MiG-23ML para exportação: a primeira versão foi vendida para países do Pacto de Varsóvia e era bem similar à soviética. A segunda versão tinha radar simplificado e foi vendida para aliados do Continente Africano.

#### MiG-23P
O MiG-23P ('Flogger-G'). Essa era uma variante especializada para interceptação, desenvolvida para as Forças Soviéticas de Defesa Aérea (PVO). Ela tinha a mesma estrutura e motorização do MiG-23ML, mas sua suíte aviônica era melhorada, para ir de encontro aos requerimentos e perfis de missão da PVO. O radar era a versão melhorada Sapfir-23P, que podia ser usada em conjunto com o IRST e a mira óptica para melhor capacidade look down/shoot down, tendo em vista a crescente ameaça dos mísseis de cruzeiro em voo baixo. O piloto automático incluía um novo computador digital e era ligado às estações terrestres pelo datalink Lasur-M, que permitia que estações CGI apontasse a aeronave em direção ao alvo - numa interceptação desse tipo, tudo o que o piloto tinha que fazer era controlar o motor e usar as armas. O MiG-23P era o interceptador mais numeroso da PVO na década de 1980. Ao redor de 500 aeronaves foram construídas entre 1978-81. O MiG-23P serviu apenas na PVO, e nunca foi exportado.

#### MiG-23MLD

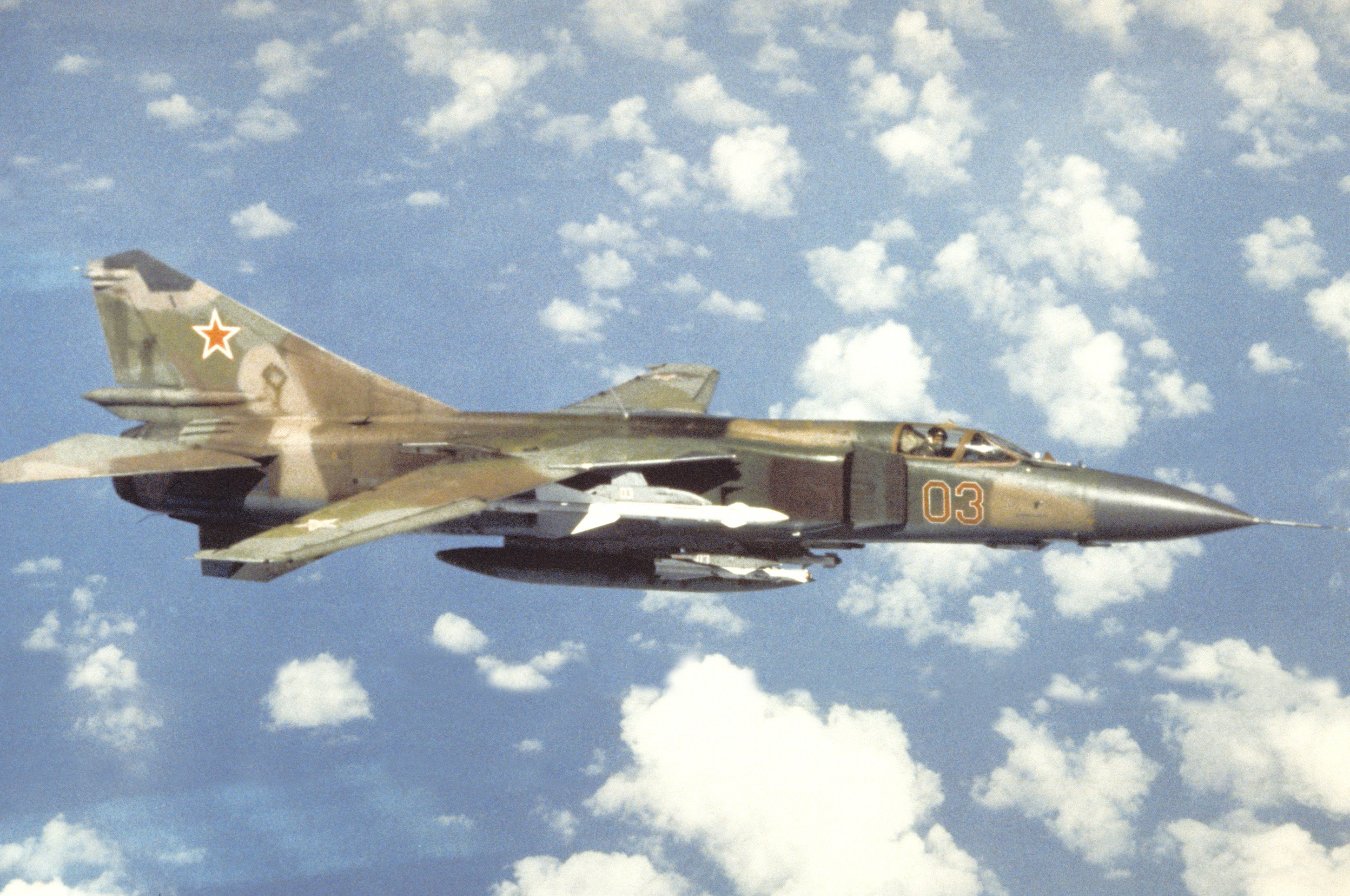
Um Mig-23 soviético

O MiG-23MLD ('Flogger-K'). A variante máxima do MiG-23. O objetivo principal da modernização era melhorar a manobrabilidade, especialmente em altos ângulos de ataque. A sonda de Pitot era equipada com geradores de vórtice. A asas, que continham um dente no bordo de ataque, receberam "dentes de serra" para também agir como geradores de vórtice. O sistema de controle de voo foi modificado para melhorar o controle e a segurança em manobras de alto ângulo de ataque (AoA). Houve melhorias significativas nos aviônicos e na capacidade de sobrevivência em combate: o novo radar Sapfir-23MLA-II apresentava modos melhorados para look down/shoot down e combate a curt distância. O novo receptor para alerta de radar SPO-15L foi instalado, assim como dispensadores de chaff/flare. O novo e eficiente míssil de curta distância R-73 (AA-11 'Archer') foi adicionado ao inventário de armas disponíveis. Nenhuma aeronave MLD nova foi entregue à VVS, porque o mais avançado MiG-29 estava prestes a entrar em produção. Em vez disso, todos os  MLDs soviéticos eram antigos caças ML/MLA modificados para o padrão MLD. Aproximadamente 560 aeronaves foram modernizadas entre 1982-85. Assim como nas versões iniciais do MiG-23, foram oferecidas duas variantes distintas para exportação. Ao contrário dos exemplares soviéticos, estes eram aeronaves novas, embora não tivessem os refinamentos aerodinâmicos dos MLDs soviéticos. Um total de 16 exemplares foram entregues à Bulgária, e 50 para a Síria. Estes foram os últimos caças MiG-23 do tipo monoposto construídos: o último exemplar saiu da linha de produção em dezembro de 1984.

### Versões de ataque ao solo

#### MiG-23B
O MiG-23B ('Flogger-F'). A necessidade de um novo caça-bombardeiro se tornou evidente n final da década de 1960, e o MiG-23 pareceu adequado para esse tipo de conversão. O primeiro protótipo do projeto 32-34 voou pela primeira vez em 20 de agosto de 1970. Ele era bastante similar ao MiG-23S, mas tinha uma seção dianteira da fuselagem reprojetada. O assento do piloto era levantado para melhorar a visibilidade. A cobertura frontal de vidro era blindada. O nariz tinha a porção inferior achatada e tinha  face superior inclinada para baixo. Não havia radar, e em seu lugar ficava o sistema Sokol-23 de mira para ataque ao solo, que incluía um computador analógico, um telêmetro laser e uma mira de bombardeio PBK-3. A suíte de navegação e o piloto automático foram melhorados para prover melhor acurácia no bombardeio. A carga bélica máxima foi aumentada para 3 000 kg com o reforço nos pontos de fixação. O canhão GSh-23L foi mantido. A capacidade de sobrevivência em combate foi melhorada através de um conjunto de guerra eletrônica e de um sistema de gás inerte nos tanques de combustível para prevenir incêndios. O primeiro protótipo tinha asas similares às do MiG-23S, mas os exemplares subseqüentes tinham a asa "tipo 2", que era maior. E mais importante, no lugar de alguma versão do motor R-29, a aeronave usava o turbofan AL-21F-3, com empuxo máximo de 11 500 kp. Entretanto, a produção dessa variante foi limitada. O fornecimento de motores AL-21 era dirigida para as linhas  de produção de Su-17 e Su-24. Além disso, esse motor não era liberado para exportação. Apenas três protótipos e 24 aeronaves de produção foram construídos em 1971-72.

#### MiG-23BN
O MiG-23BN ('Flogger-H'). Essa era a versão definitiva como caça-bombardeiro. Era similar ao MiG-23B, mas tinha o motor R-29-300, o mesmo dos Floggers da época. As asas eram do "tipo 3". Havia outras modificações menores na eletrônica e equipamentos, sendo que várias delas foram feitas durante a longa produção em série. Essa versão provou-se razoavelmente popular e eficiente, e foi extensamente exportada. Como de costume, uma versão simplificada foi vendida a clientes do Terceiro Mundo. A produção em série começou em 1973 e durou até 1985, como no mínimo 500 exemplares construídos. A maioria foi para exportação, já que os soviéticos sempre o viram como um modelo provisório e apenas um pequeno número entrou em serviço nos regimentos da Aviação Frontal.

#### MiG-23BM
O MiG-23BM ('Flogger-D'). O MiG-23BN tinha uma herança excessiva das versões de defesa aérea para um caça bombardeiro, então um novo desenho com mudanças mais radicais foi desenvolvido. Ele foi eventualmente designado como MiG-27 e está descrito nessa entrada.